# Lista de municípios de Mato Grosso do Sul por PIB per capita
Este anexo contém uma lista de Produto Interno Bruto per capta (PIB pib per capta) municipais de Mato Grosso do Sul. A lista é ocupada pelos municípios sul-mato-grossenses em relação ao Produto Interno Bruto per capta (PIB per capta) a preços correntes em 2017, segundo o Instituto Brasileiro de Geografia e Estatística (IBGE).
O Mato Grosso do Sul é um das 27 unidades federativas do Brasil dividido em 78 municípios. Os maiores pibs per capta são os de Selvíria (R$ 246.333,22) e Paraíso das Águas (R$ 85.538,28). Todos os 10 primeiros colocados tem PIB per capta acima de 50 mil reais. Abaixo a relação de todos os Pibs per capta municipais de Mato Grosso do Sul:

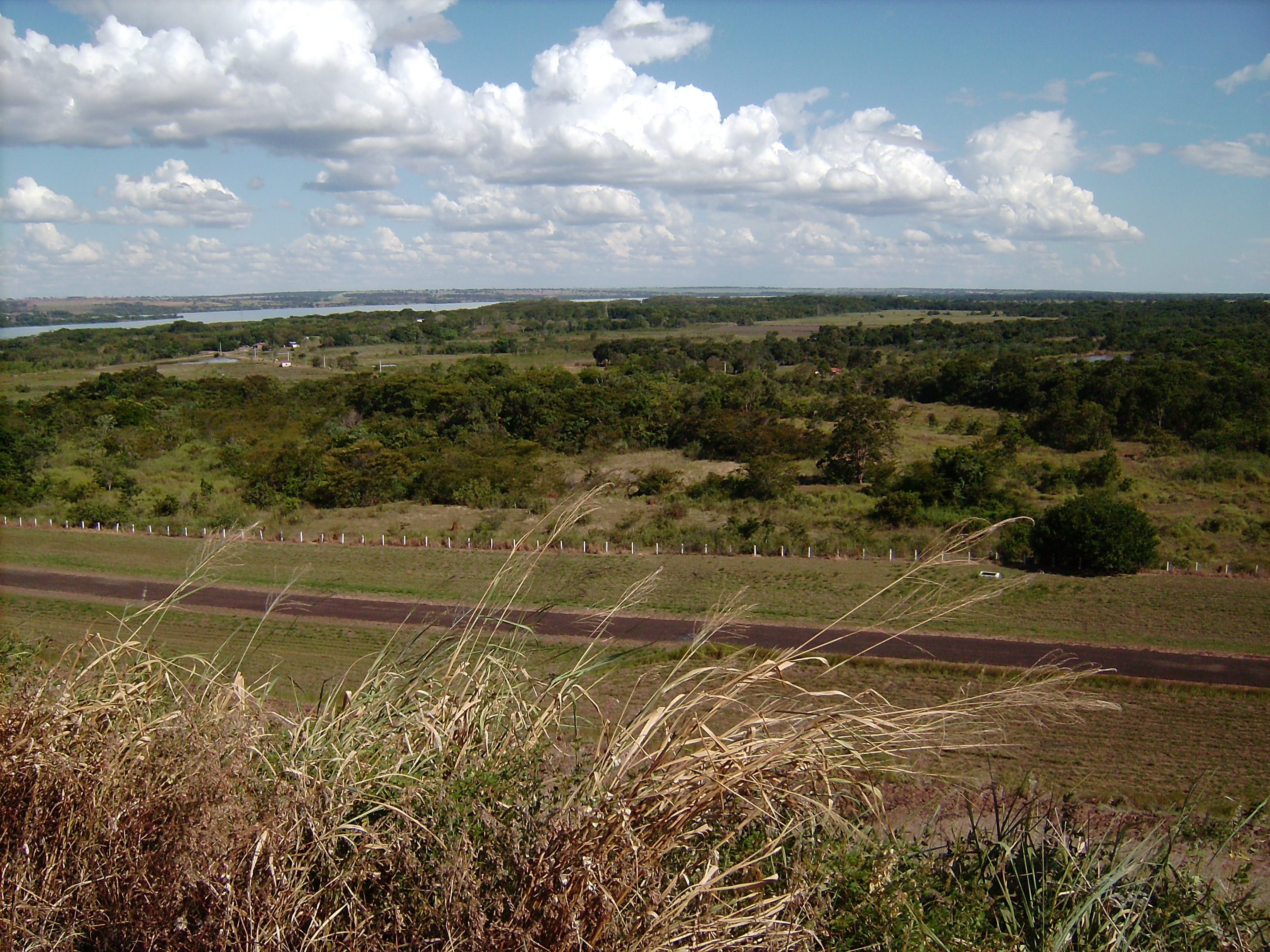
, primeira colocada

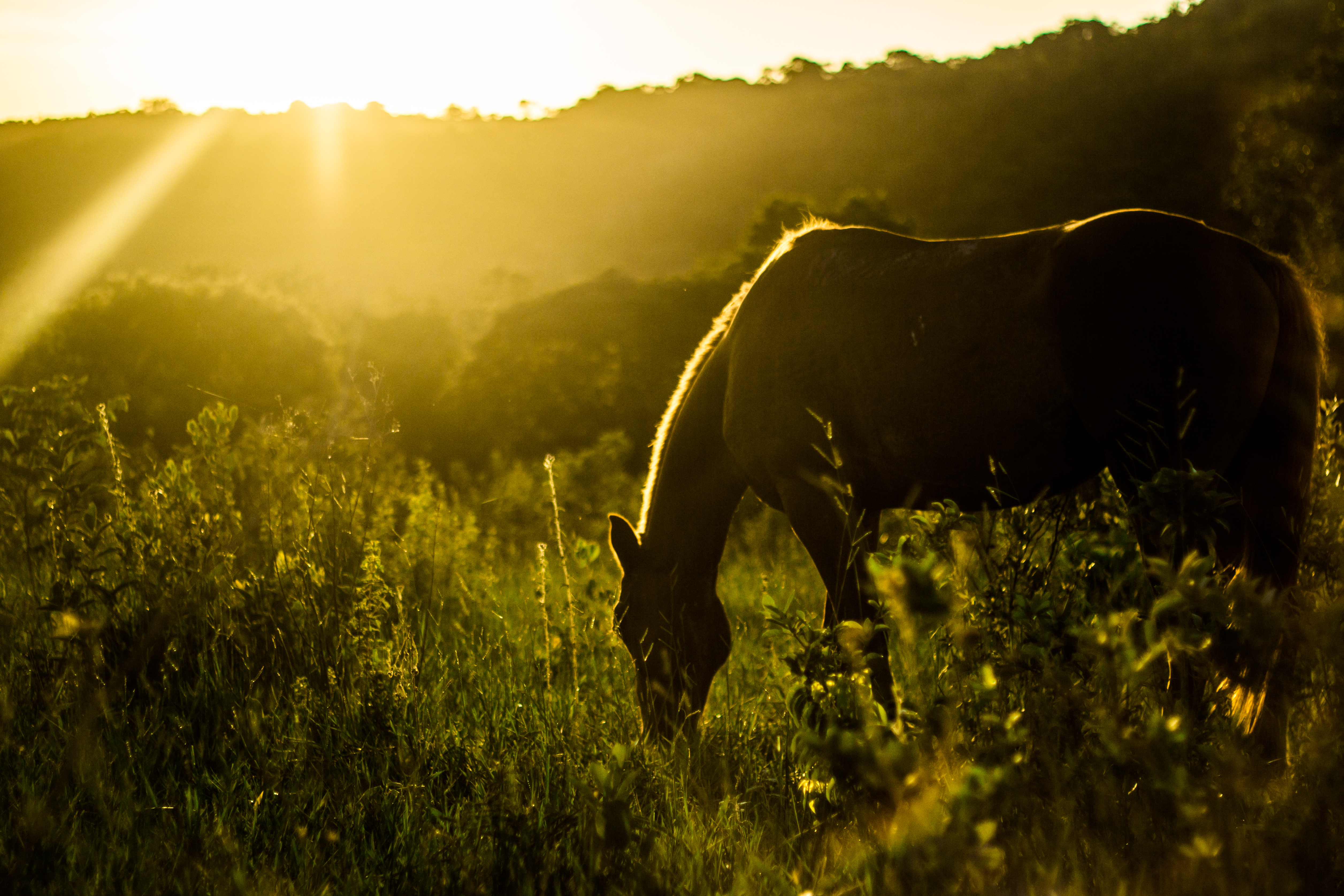
, segunda colocada

| Posição                    | Município                | PIB per capta (R$) |
| -------------------------- | ------------------------ | ------------------ |
| 1                          | Selvíria                 | 246.333,22         |
| 2                          | Paraíso das Águas        | 85.538,28          |
| 3                          | Três Lagoas              | 69.184,36          |
| 4                          | Chapadão do Sul          | 66.698,60          |
| 5                          | Costa Rica               | 66.349,68          |
| 6                          | Água Clara               | 60.808,64          |
| 7                          | Nova Alvorada do Sul     | 57.900,81          |
| 8                          | São Gabriel do Oeste     | 55.056,06          |
| 9                          | Laguna Carapã            | 54.072,85          |
| 10                         | Angélica                 | 53.013,30          |
| 11                         | Rio Brilhante            | 48.369,08          |
| 12                         | Jateí                    | 47.754,67          |
| 13                         | Brasilândia              | 47.734,87          |
| 14                         | Maracaju                 | 47.702,68          |
| 15                         | Bandeirantes             | 42.413,32          |
| 16                         | Aral Moreira             | 40.099,69          |
| 17                         | Ribas do Rio Pardo       | 37.816,40          |
| 18                         | Caarapó                  | 37.497,20          |
| 19                         | Ivinhema                 | 34.721,74          |
| 20                         | Dourados                 | 34.219,12          |
| 21                         | Sonora                   | 33.712,51          |
| 22                         | Aparecida do Taboado     | 32.834,04          |
| 23                         | Novo Horizonte do Sul    | 32.213,82          |
| 24                         | Alcinópolis              | 32.101,51          |
| Média estadual (31.337,22) |                          |                    |
| 25                         | Santa Rita do Pardo      | 31.310,26          |
| 26                         | Nova Andradina           | 30.798,82          |
| 27                         | Inocência                | 29.886,58          |
| 28                         | Dois Irmãos do Buriti    | 28.542,41          |
| 29                         | Campo Grande             | 28.417,05          |
| 30                         | Figueirão                | 28.370,46          |
| 31                         | Bataguassu               | 28.341,47          |
| 32                         | Vicentina                | 28.097,58          |
| 33                         | Bonito                   | 26.700,89          |
| 34                         | Rochedo                  | 26.634,71          |
| 35                         | Paranaíba                | 26.619,77          |
| 36                         | Juti                     | 26.753,75          |
| 37                         | Batayporã                | 26.577,53          |
| 38                         | Naviraí                  | 26.256,56          |
| 39                         | Ponta Porã               | 26.003,89          |
| 40                         | Sidrolândia              | 25.903,29          |
| 41                         | Camapuã                  | 25.859,65          |
| 42                         | Itaporã                  | 25.247,43          |
| 43                         | Pedro Gomes              | 25.215,53          |
| 44                         | Corumbá                  | 25.154,17          |
| 45                         | Taquarussu               | 25.102,05          |
| 46                         | Bodoquena                | 24.926,20          |
| 47                         | Coxim                    | 23.771,93          |
| 48                         | Eldorado                 | 23.672,91          |
| 49                         | Iguatemi                 | 23.324,41          |
| 50                         | Itaquiraí                | 22.567,79          |
| 51                         | Jaraguari                | 22.451,87          |
| 52                         | Antônio João             | 22.081,48          |
| 53                         | Cassilândia              | 21.926,96          |
| 54                         | Mundo Novo               | 21.490,11          |
| 55                         | Amambai                  | 20.874,43          |
| 56                         | Anaurilândia             | 20.811,05          |
| 57                         | Rio Verde de Mato Grosso | 20.562,90          |
| 58                         | Terenos                  | 19.781,15          |
| 59                         | Guia Lopes da Laguna     | 19.132,75          |
| 60                         | Rio Negro                | 18.699,08          |
| 61                         | Fátima do Sul            | 18.566,62          |
| 62                         | Caracol                  | 18.187,63          |
| 63                         | Corguinho                | 18.095,64          |
| 64                         | Douradina                | 18.087,03          |
| 65                         | Jardim                   | 17.913,33          |
| 66                         | Deodápolis               | 17.852,22          |
| 67                         | Porto Murtinho           | 17.662,02          |
| 68                         | Bela Vista               | 17.344,46          |
| 69                         | Sete Quedas              | 17.342,81          |
| 70                         | Aquidauana               | 17.119,21          |
| 71                         | Nioaque                  | 16.181,75          |
| 72                         | Glória de Dourados       | 16.055,17          |
| 73                         | Miranda                  | 15.962,92          |
| 74                         | Tacuru                   | 15.931,91          |
| 75                         | Anastácio                | 15.929,77          |
| 76                         | Ladário                  | 12.824,23          |
| 77                         | Coronel Sapucaia         | 11.957,96          |
| 78                         | Paranhos                 | 10.768,87          |
| 79                         | Japorã                   | 9.603,96           |